# Villages-du-Lac-de-Paladru
Villages-du-Lac-de-Paladru es una comuna nueva francesa situada en el departamento de Isère, de la región de Auvernia-Ródano-Alpes.

## Historia
Fue creada el 1 de enero de 2017, en aplicación de una resolución del prefecto de Isère de 29 de julio de 2016 con la unión de las comunas de Le Pin y Paladru, pasando a estar el ayuntamiento en la antigua comuna de Paladru.

## Demografía
| Gráfica de evolución demográfica de Villages-du-Lac-de-Paladru entre 1800 y 2013 |
|                                                                                  |

Los datos entre 1800 y 2013 son el resultado de sumar los parciales de las dos comunas que forman la nueva comuna de Villages-du-Lac-de-Paladru, cuyos datos se han cogido de 1800 a 1999, para las comunas de Le Pin y Paladru de la página francesa EHESS/Cassini. Los demás datos se han cogido de la página del INSEE.

## Composición
| Comuna delegada | Código INSEE | Población (2013) | Superficie (km²) | Densidad (hab./km²) |
| --------------- | ------------ | ---------------- | ---------------- | ------------------- |
| Le Pin          | 38305        | 12.46            | 9.60             | 130                 |
| Paladru         | 38292        | 1127             | 11.64            | 97                  |